# Oliver Goertsches
Oliver Goertsches (* 1981 in Köln) ist ein deutscher Mathematiker und Hochschullehrer.

## Leben und Werdegang
Goertsches absolvierte im Alter von 17 Jahren das Abitur und studierte danach auf Diplom an der Universität zu Köln.
Er wurde 2006 bei Gudlaugur Thorbergsson mit der Arbeit Riemannian Supergeometry promoviert.
Nach Aufenthalten als Postdoc am Max-Planck-Institut für Mathematik in Bonn, an der University of California, Irvine, an der Universität zu Köln, als Juniorprofessor an der Universität Hamburg und als Professor an der Ludwig-Maximilians-Universität München nahm er den Ruf auf eine Professur an der Philipps-Universität Marburg an.
Goertsches ist verheiratet und hat einen Sohn.

## Forschungstätigkeit
Goertsches’ Forschungsgebiet liegt im Zwischenbereich von Differentialgeometrie und Algebraischer Topologie. Die „Liegruppenwirkungen auf verschiedenen geometrischen Objekten“ und „Aussagen über die globale Struktur eines Objekts, die man aus der Existenz einer Symmetriegruppe einer gewissen Art folgern kann“ spielen dabei für seine Forschung eine besondere Rolle.
Als Doktorand hat er sich im SFB/Transregio 12 bewegt. Während seiner Tätigkeit in Hamburg war er „im Sonderforschungsbereich 676 als auch im Graduiertenkolleg 1670“ beschäftigt. An der Universität Marburg ist er in der AG „Differential Geometry and Analysis“ tätig.